# 全国假日旅游部际协调会议办公室
全国假日旅游部际协调会议办公室（简称全国假日办），是中华人民共和国国务院的一个非常设议事协调机构，协调黄金周与公休节假日的组织工作。
2000年由国务院牵头，包括国家发改委、公安部、交通运输部等14个部门组成全国假日旅游部际协调会议。办公室设在中华人民共和国国家旅游局。2014年9月15日正式撤销。其职责由国务院旅游工作部际联席会议承接。